# كارل سودريتش
كارل سودريتش (7 أكتوبر 1895 – 18 سبتمبر 1944) هو مبارز بالسيف نمساوي راحل، مثّل بلاده في الألعاب الأولمبية الصيفية 1936.

## روابط رياضية
كارل سودريتش على موقع أوليمبيديا (الإنجليزية)